# Courris
Courris es una comuna francesa situada en el departamento de Tarn, en la región de Occitania.

## Demografía
| 130 | 128 | 112 | 112 | 88 | 79 | 80 |
| Para los censos de 1962 a 1999 la población legal corresponde a la población sin duplicidades (Fuente: INSEE [Consultar]) |     |     |     |    |    |    |